# Сесил Бьодкер
Сесил Бьодкер (на немски: Cecil Bødker) е датска поетеса и писателка, авторка на произведения в жанровете детска литература и исторически роман.

## Биография и творчество
Сесил Скаар Купър Бьодкер е родена на 27 март 1927 г. във Фредериция, Дания. Дъщеря е на карикатуриста Ханс Петер Якобсен и Гертруд Матисен. Има пет братя. Още от малка опитва да пише за удоволствие. Завършва обучение за ювелир през 1948 г. и изработва накити преди да се посвети на писателската си кариера.
В периода 1953 – 1974 г. е омъжена за Арне Бьодкер, с когото имат две дъщери – Дорете и Мете. През 1974 г. се омъжва за Ханс Виеден.
През 1954 г. дебютира с поетичната си стихосбирка „Luseblomster“, последвани от още няколко сборника поезия. Първият ѝ сборник с експериментални разкази „Øjet“ (Окото) е издаден през 1961 г. и разглежда проблемите на човешкото отчуждение от природата.
През 1967 г. е издаден първият ѝ роман „Силас и черната кобила“ от поредицата за деца „Силас“. Главният герой е 13-годишният Силас, който бяга от цирка в търсене на приключения. Романът става бестселър и получава награда от Министерството на културата за детска литература. Преведен е на множество езици по света. През 1981 г. поредицата е екранизирана в шест серийния германски телевизионен филм „Силас“.
Романът ѝ за деца „Leoparden“ (Леопардът) получава наградата „Милдред Бачледър“ на Американската библиотечна асоциация.
През 1976 г. получава международната награда „Ханс Кристиан Андерсен“ за приноса си в детската литература. През 1998 г. е удостоена с Голямата награда на Датската академия за цялостно творчество.
През 1999 г. основава собствена литературна награда за детска литература – наградата „Силас“, която се присъжда на всеки две години.
През 2002 г. по романа ѝ „Hungerbarnet“ е направен филма „Ulvepigen“, който на филмовия фестивал за детски филми „LUCAS“ получава наградата на журито.
Сесил Бьодкер умира след дълго боледуване на 19 април 2020 г.

## Произведения

### Самостоятелни романи
- Pap (1967)
- Timmerlis Noveller (1969)
- Leoparden (1970)
- Døvens dør (1971)
- Vædderen (1963)
- Salthandlerskens hus (1972)
- En vrangmaske i vorherres strikketøj (1974)
- Barnet i sivkurven (1975)
- Da jorden forsvandt (1975)
- Den udvalgte (1977)
- En håndsræknig (1978)
- Flugten fra Farao (1980)
- Evas ekko (1980)
- Tænk på Jolande (1981)
- Indespærret (1981)
- Den lange vandring (1982)
- Syv år for Rakel (1982)
- Ægget der voksede (1987)
- Hungerbarnet (1990)
- Mens tid er (1997)
- Siffrine (2003)

### Детска литература

#### Серия „Силас“ (Silas)
1. Silas og den sorte hoppe (1967)
Силас и черната кобила, изд.: ИК „Отечество“, София (1982), прев. Анюта Качева
2. Silas og Ben-Godik (1969)
Силас и Гудик Куция, изд.: ИК „Отечество“, София (1984), прев. Анюта Качева
3. Silas fanger et firspand (1972)
4. Silas stifter familie (1976)
5. Silas på Sebastiansbjerget (1977)
6. Silas og Hestekragen mødes igen (1978)
7. Silas møder Matti (1979)
8. Silas – livet i bjergbyen (1984)
9. Silas – de blå heste (1985)
10. Silas – Sebastians arv (1986)
11. Silas – ulverejsen (1988)
12. Silas – testamentet (1992)
13. Silas og flodrøverne (1998)
14. Silas – fortrøstningens tid (2001)

#### Серия „Жерюте“ (Jerutte)
1. Jerutte (1975)
2. Jerutte redder Tom og Tinne (1975)
3. Jerutte og bjørnen fra Ræverød (1976)
4. Jerutte besøger Hundejens (1977)

#### Серия „Тихият“ (Tavs)
1. Fortælling omkring Tavs (1971)
2. Vandgården (1989)
3. Malvina (1990)

### Серия „Детето на Мария“ (Marias barn)
1. Marias barn: drengen (1983)
2. Marias barn: manden (1984)
3. Maria fra Nazaret (1988)

### Серия „Тавс“ (Tavs)
1. Men i hvert fald i live (1995)
2. Fru Hilde (1996)

### Поезия
- Luseblomster (1954)
- Fygende heste (1956)
- Anadyomene (1959)
- I vædderens tegn (1968)

### Сборници
- Øjet (1961) – разкази

### Екранизации
- 1973 Skyld – късометражен филм
- 1981 Silas – ТВ минисериал, 6 епизода
- 1987 Marias barn – ТВ филм
- 1989 Doven ajtaja – ТВ филм
- 2002 Ulvepigen Tinke – по романа „Hungerbarnet“